# Раґнгільд Омодт
Раґнгільд Марґрете Омодт  (норв. Ragnhild Margrethe Aamodt, нар. 9 вересня 1980) — норвезька гандболістка, олімпійська чемпіонка.

## Виступи на Олімпіадах
| Олімпіада  | Дисципліна | Місце |
| ---------- | ---------- | ----- |
| Пекін 2008 | гандбол    | 1     |